# Женщины в Таиланде

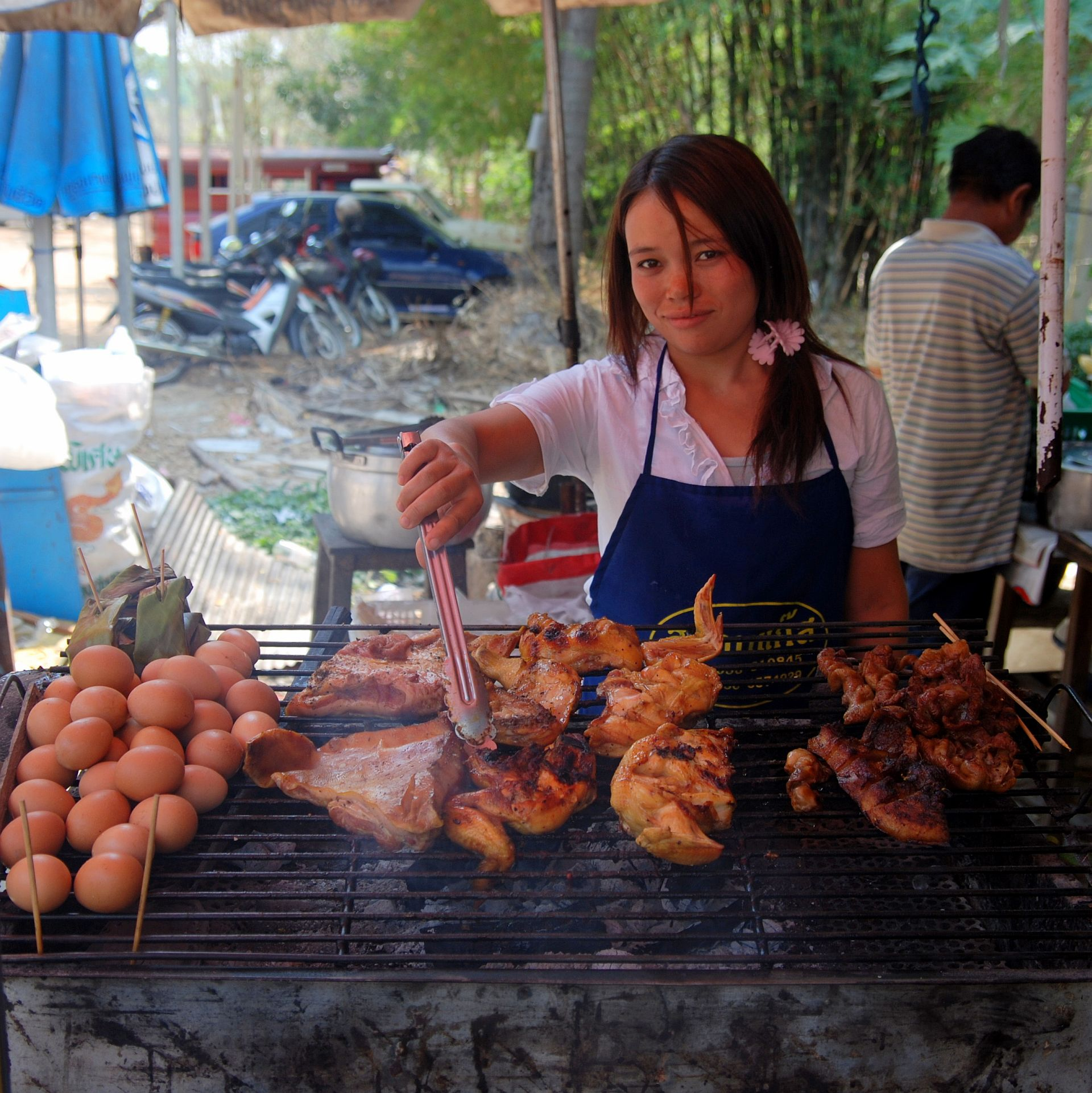
Продавщица

Женщины Таиланда были одними из первых женщин в Азии, которым было предоставлено право голоса; это произошло в 1932 году, когда население (граждане любого пола) Таиланда получило впервые право волеизъявления. Они в меньшей степени, чем мужчины, представлены в тайской политике. Йинглак Чиннават была премьер-министром с 2011 по 2014 год. Факторы, влияющие на участие женщин в социально-экономической сфере, включают «недостаточную осведомлённость о гендерных проблемах в политических процессах и процессе и планирования» и социальные стереотипы.

## История и женское движение
В 1920-х годах женщинам разрешили учиться в Университете Чулалонгкорна. Новой женской прессой, такой как Satri thai (1926) и Netnari (1932), была провозглашены идеи женского освобождения и равенства.
Первой женской организацией, борющейся за права женщин, стала Ассоциация женщин Сиама, основанная в 1932 году, и женские группы, объединённые в Национальный совет женщин Таиланда (NCWT) в 1957 году. Однако настоящей феминистской организацией была признана только основанная в 1970 году Группа по продвижению статуса женщин, позже названная Ассоциацией по улучшению статуса женщин (APSW).

## Политика
В 1932 году, с принятием первой конституции, женщины в Таиланде впервые получили право голоса. Несмотря на отсутствие юридических ограничений для участия женщин на политической арене в Таиланде, факторы, препятствующие росту участия женщин в политике, включают структурные барьеры, культурные препятствия, более низкий уровень образования, более низкий социально-экономический статус, нежелание мужчин делиться властью. Лишь 5 июня 1949 года Орапин Чайякан стала первой женщиной, избранной на пост в Национальной ассамблее Таиланда (в частности, в Палате представителей).
В 2011 году впервые премьер-министром страны была избрана женщина — Йинглак Чинават. В 2019 году доля женщин в парламенте Таиланда составляла только 5,4 % , а в 2023-м — 16,6 %. По данным организации «ООН-Женщины» в 2023 году Таиланд занимал 136-е место из 186 в списке «Женщины в парламенте». На январь 2024 года среди в стране была только одна женщина-губернатор.

## Бизнес
Женское население Таиланда составляет 47 % рабочей силы страны, это самый высокий процент работающих женщин в Азиатско-Тихоокеанском регионе. Не смотря на закон Таиланда 1972 года о том, что работодатели должны платить мужчинам и женщинам одинаковую зарплату и брать на одинаковые должности, женщины продолжают сталкиваться с дискриминацией при приёме на работу и гендерным неравенством в отношении заработной платы из-за того, что они «сосредоточены на низкооплачиваемых должностях».
По данным 2020 года женщины в Таиланде занимали 32 % руководящих должностей среднего бизнеса, что выше чем в среднем по миру (27 %) и в среднем по Азиатско-Тихоокеанскому региону (26 %); среди генеральных директоров/управляющих директоров 24 % были женщинами (во всём в мире — 20 %, в Азиатско-Тихоокеанском регионе — 13 %). Чаще всего женщины занимали должность финансового директора — 43 %.

## Замужество
По данным Национального статистического управления Таиланда, тайские женщины выходят замуж в более раннем возрасте, чем тайские мужчины, и в 24 % тайских домохозяйств женщины признаются «главами домохозяйств».
В 2007 году в Таиланде изнасилование в браке было объявлено вне закона.

## Эволюция прав женщин
Традиционно образование девочек проходило в основном дома, в сочетании с домашними делами, тогда как мальчики обычно отправлялись за образованием в буддийский монастырь. В целом в Юго-Восточной Азии отсутствует образование для бизнеса и карьеры.
В Таиланде права женщин согласно трудовому законодательству требуют, чтобы мужчины и женщины получали равную оплату за объём выполняемой ими работы. В 1974 году Канита Вичиенчароен стала основательницей Ассоциации по улучшению положения женщин (APSW), ассоциации, состоящей как из женщин, так и из мужчин, которая выступала за пересмотр и изменение законов, чтобы обеспечить лучшую защиту женщин и детей. По конституции Таиланда 1977 года женщины должны были получать равные права и защиту. Однако в законодательстве сохраняется некоторое неравенство.
Законов, запрещающих женщинам занимать должности, не существует. Самая большая проблема гендерного неравенства возникает, когда речь идет о домашнем насилии и торговле людьми. Сексуальные домогательства стали незаконными в 1998 году, но случаев зарегистрировано немного, и до суда из-за трудностей, связанных с доказыванием дела, доходит редко. Законы о домашнем насилии ещё не включены в конституцию, а требование о предоставлении доказательств о фактах домашнего насилия делает судебное преследование практически невозможным.